# Ga Si Lom MRT
Ga Si Lom (tiếng Thái: สถานีสีลม, phát âm [sā.tʰǎː.nīː sǐː lōm]) là ga ngầm thuộc hệ thống Bangkok MRT, trên Tuyến Xanh Dương ở Bangkok, Thái Lan. Nhà ga nằm bên dưới Đường Rama IV tại Nút giao Sala Daeng, nơi bắt đầu của Đường Si Lom, một tuyến đường tại quận tài chính của thành phố.

## Nhà ga
Ga Si Lom là ga thứ 26 của Tuyến Xanh Dương, nằm giữa Ga Lumphini và Sam Yan nằm bên dưới đường Rama IV. Tuyến này được mô tả là khó xây dựng nhất trong Tuyến Xanh Dương, do nó nằm dưới cầu Thaí–Nhật bắc qua nút giao Sala Daeng, yêu cầu một quá trình gia cố phức tạp để thay thế nền móng ban đầu của cây cầu. Nhà ga có cấu trúc xếp chồng hai ke ga bên dưới tầng chờ, sâu hơn các nhà ga khác để thích ứng với móng cầu. Với độ sâu 30 mét (98 ft), nó là nhà ga sâu nhất trong hệ thống MRT, và có cầu thang cuốn dài nhất Đông Nam Á.
Ga Si Lom nối đến Ga Sala Daeng BTS với cầu thang bộ trên cao, tạo thành liên kết giữa hệ thống MRT và BTS. Nhà ga gồm có 2 lối thoát: một nằm giữa phía Đông Bắc của nút giao, gần cổng vào Công viên Lumphini, lối còn lại liên kết với cầu thang bộ trên cao, nằm ớ phía Bắc đối diện Dusit Thani Hotel (hiện đang được tái phát triển).

## Hình ảnh

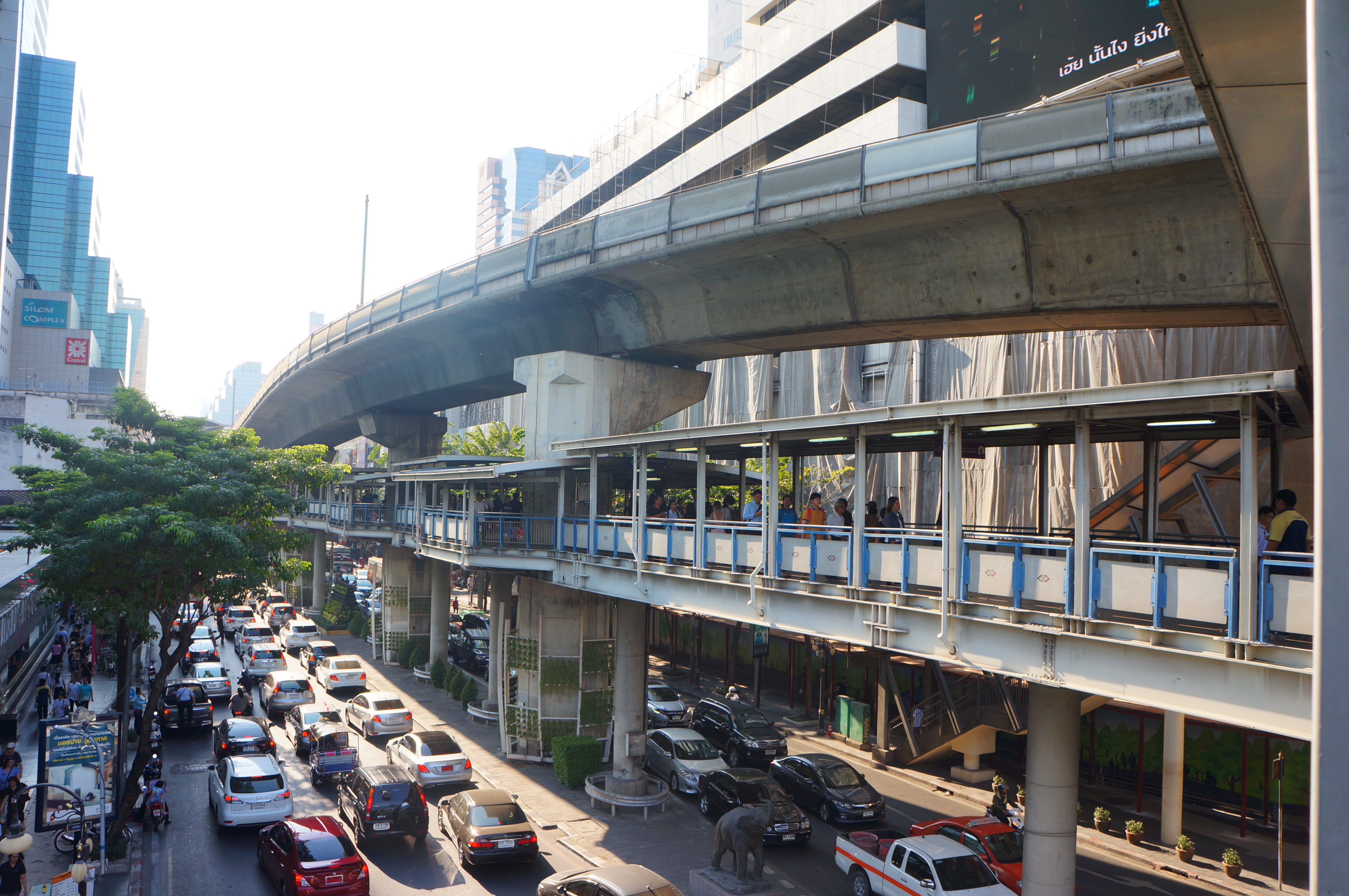
Cầu thang trên cao liên kết ga Si Lom và Sala Daeng